# Милан Тодоровић (продуцент)
Милан Тодоровић (Панчево, 2. октобар 1981) српски је филмски редитељ, продуцент и универзитетски професор. Најпознатији је као творац првог српског филма о зомбијима Зона мртвих.

## Рани живот
Завршио је филмску школу режије при Центру за визуелне комуникације Квадрат у Београду, а потом је дипломирао филмску и ТВ продукцију на Факултету драмских уметности у Београду 2006. године. Тодоровић је радио као продуцент и редитељ на неколико кратких филмова пре него што је основао сопствену продуцентску кућу.
Од 2005. године. директор је Talking Wolf Productions, продуцентске куће коју је основао са Вукотом Брајовићем.
Године 2009. осмислио је, продуцирао и режирао са Миланом Коњевићем дугометражни хорор филм Зона мртвих са Кеном Форијем у главној улози, за који је награђен наградом Лучоноша, која се додељује за најбољег продуцента године на манифестацији „Продуцентски дан“ Факултета драмских уметности. уметности, Београд.
Предаје филмску продукцију на Факултету драмских уметности у Београду.

## Одабрана филмографија
- Зона мртвих (2009)
- Мамула (2014)
- Тапавица (2016)
- The Outpost (2019–2021)
- The Ark (2023–2024)
- Повратак Жикине династије (2025)